# Colletes aestivalis
Colletes aestivalis är en solitär biart som beskrevs av William Hampton Patton 1879. Den ingår i släktet sidenbin och familjen korttungebin. Inga underarter finns listade i Catalogue of Life.

## Beskrivning
Arten är ett övervägande svart bi, med en kroppslängd av omkring 10 millimeter; honan kan vara någon millimeter längre. Huvud och mellankropp har gråvit päls, som kan vara något gulaktig på ovansidan. Vingarna är svagt violettaktiga, med rödbruna ribbor. Tergiterna (bakkroppssegmenten) har vita hårband i bakänden.

## Ekologi
Arten flyger från mitten av maj till mitten av juli. Den är polylektisk – det vill säga generalist i sitt födoval, och besöker många olika växter, som stenbräckeväxter (alunrotssläktet), oleanderväxter (indianhampssläktet), flockblommiga växter (lokor, Polytaenia, Taenidia och Zizia), korgblommiga växter (Krigia), sumakväxter (sumaker), ripsväxter (ripsar) och rosväxter (hallonsläktet).

## Utbredning
Utbredningsområdet omfattar östra och sydöstra USA från Illinois till New York och Massachusetts samt söderut till Tennessee, North Carolina och Georgia.